# Letiště Paamiut
Letiště Paamiut (grónsky: Mittarfik Paamiut, dánsky: Paamiut Lufthavn; IATA: JFR, ICAO: BGPT) je letiště nacházející se 1,9 kilometrů od Paamiutu, města v grónském kraji Sermersooq. Bylo otevřeno roku 2007 a nahradilo starý heliport.

## Historie
První plány na vybudování letiště v Paamiutu začaly vznikat už v 70. letech. V pozdních 80. letech začalo město k budoucímu letišti budovat silnici.
Prvního dubna 2006 byl dánské společnosti Pihl & Søn udělen kontrakt na výstavbu letiště v hodnotě 152 milionů dánských korun. Bylo otevřeno 1. prosince 2007, přičemž prvním letadlem, které na něm přistálo, byl ve 12:20 Dash 7 od Air Greenland, pojmenovaný Minniki.

## Infrastruktura
Letiště je vybaveno asfaltovou přistávací dráhou o délce 799 metrů a šířce 30 metrů.

## Aerolinie a destinace
(Aktuální ke 20. srpnu 2024)
| Letecká společnost | Destinace | Destinace         |
| Letecká společnost | Země      | Letiště           |
| ------------------ | --------- | ----------------- |
| Air Greenland      | Grónsko   | Nuuk · Narsarsuaq |